# Kathy Burke
Katherine Lucy Bridget Burke (Camden Town, 13 giugno 1964) è un'attrice e regista teatrale britannica.
Famosa per il ruolo di Linda nella serie TV inglese Gimme, Gimme, Gimme, nella sua carriera ha ottenuto sei candidature ai BAFTA.

## Biografia
Burke è nata al Royal Free Hospital di Londra il 13 giugno 1964, ed è stata cresciuta a Islington, a North London da genitori cattolici irlandesi, Paddy e Bridget. Ha due fratelli maggiori. Sua madre morì di cancro quando Burke aveva due anni. Frequentò la Maria Fidelis Convent School, una scuola secondaria di Euston, fino all'età di 16 anni. Ha studiato alla Anna Scher Theatre School di Islington.

## Carriera
Burke ha debuttato nel film del 1982 Scrubbers, diretto dall'attrice e regista svedese Mai Zetterling e interpretato da Pam St. Clement, Robbie Coltrane e Miriam Margolyes. Il film era ambientato in un istituto penitenziario per giovani ragazze ed è stato visto come una versione al femminile del film Scum.
Burke divenne nota al pubblico televisivo come attrice secondaria in sketch di artisti più noti come Harry Enfield, Dawn French e Jennifer Saunders. I suoi primi lavori televisivi includevano apparizioni regolari nello show The Last Resort condotto da Jonathan Ross su Channel 4 a metà degli anni 1980. Ha interpretato la regina Maria I Tudor nel film Elizabeth (1998).
Nel 1994 Burke ha ricevuto il Royal Television Society Award alla migliore attrice, per la sua interpretazione nella serie TV della BBC Mr. Wroe's Virgins (1993). La serie è stata diretta da Danny Boyle ed è basata sul libro di Jane Rogers su John Wroe.
Burke ha vinto il premio come miglior attrice al Festival di Cannes del 1997 per il film drammatico Nil by Mouth. Burke era talmente convinta che non avrebbe vinto da non aver intenzione di partecipare alla cerimonia. Quando le è stato detto che aveva vinto, ha scoperto che il suo passaporto era scaduto. Il film le è valso anche una nomination ai BAFTA come miglior attrice protagonista. Dal 1999 al 2001 è apparsa come Linda La Hughes nella serie TV della BBC Gimme Gimme Gimme (co-sceneggiato da Jonathan Harvey) dove è stata nominata per tre British Comedy Awards (vincendone uno), due BAFTA TV Awards e un National Television Award per la sua interpretazione. Nel 2000, è apparsa nel film cult Love Honour and Obey.
Nel 2003, è stata elencata in The Observer come uno dei 50 atti più divertenti della commedia britannica.

## Filmografia parziale

### Attrice

#### Cinema
- Scrubbers, regia di Mai Zetterling (1982)
- Sid & Nancy, regia di Alex Cox (1986)
- Mangia il ricco (Eat the Rich), regia di Peter Richardson (1987)
- Diritti all'inferno (Straight to Hell), regia di Alex Cox (1987)
- Walker - Una storia vera (Walker), regia di Alex Cox (1987)
- Niente per bocca (Nil by Mouth), regia di Gary Oldman (1997)
- Ballando a Lughnasa (Dancing at Lughnasa), regia di Pat O'Connor (1998)
- Elizabeth, regia di Shekhar Kapur (1998)
- Ama, onora & obbedisci (Love, Honour and Obey), regia di Dominic Anciano e Ray Burdis (2000)
- The Martins, regia di Tony Grounds (2001)
- C'era una volta in Inghilterra (Once Upon a Time in the Midlands), regia di Shane Meadows (2002)
- La talpa (Tinker Tailor Soldier Spy), regia di Tomas Alfredson (2011)
- Pan - Viaggio sull'isola che non c'è (Pan), regia di Joe Wright (2015)
- Absolutely Fabulous - Il film (Absolutely Fabulous: The Movie), regia di Mandie Fletcher (2016)
- Blitz, regia di Steve McQueen (2024)

#### Televisione
- Doctor Who - serie TV, 2 episodi (1983)
- Johnny Jarvis - miniserie TV, 1 episodio (1983)
- Bleak House - miniserie TV, 1 episodio (1985)
- French and Saunders - serie TV, 7 episodi (1988-1999)
- Metropolitan Police - serie TV, 2 episodi (1989-1991)
- Casualty - serie TV, 1 episodio (1991)
- Murder Most Horrid - serie TV, 1 episodio (1991)
- The Fat Slags - miniserie TV, 1 episodio (1992)
- Absolutely Fabulous - serie TV, 5 episodi (1992-1996)
- Screen Two - serie TV, 1 episodio (1994)
- Common As Muck - serie TV, 7 episodi (1994-1997)
- Gimme, Gimme, Gimme - serie TV, 19 episodi (1999-2001)
- The Catherine Tate Show - serie TV, 1 episodio (2007)
- Psychobitches - miniserie TV, 2 episodi (2013-2014)
- Crashing - serie TV, 1 episodio (2016)

#### Cortometraggi
- Work Experience, regia di James Hendrie (1989)
- Hello, Hello, Hello, regia di David Thewlis (1995)
- Bruised Fruit, regia di Aasaf Ainapore (1996)
- Harry Enfield Presents Kevin's Guide to Being a Teenager, regia di Clive Tulloh (1999)

### Doppiatrice
- Rex the Runt - serie animata, 1 episodio (1998)
- Giù per il tubo (Flushed Away), regia di David Bowers e Sam Fell (2006)
- Il mostro dei mari (The Sea of Monster), regia di Chris Williams (2022)

## Riconoscimenti
- British Comedy Awards
  - Miglior attrice in una commedia per Gimme, Gimme, Gimme (2002)
- Festival di Cannes
  - Miglior attrice per Niente per bocca (1997)
- BAFTA Awards
  - Nomination miglior performance in una commedia per Gimme Gimme Gimme (2002)
  - Nomination miglior performance in una commedia per Gimme Gimme Gimme (2001)
  - Nomination miglior performance per Harry Enfield's Television Programme (1999)
  - Nomination miglior attrice per Niente per bocca (1998)
  - Nomination miglior attrice per The History of Tom Jones, a Foundling (1998)
  - Nomination miglior performance per Harry Enfield's Television Programme (1998)